# Clinton (Minnesota)
Clinton es una ciudad ubicada en el condado de Big Stone en el estado estadounidense de Minnesota. En el Censo de 2010 tenía una población de 449 habitantes y una densidad poblacional de 167,82 personas por km².

## Geografía
Clinton se encuentra ubicada en las coordenadas 45°28′1″N 96°26′33″O / 45.46694, -96.44250. Según la Oficina del Censo de los Estados Unidos, Clinton tiene una superficie total de 2.68 km², de la cual 2.46 km² corresponden a tierra firme y (8.13%) 0.22 km² es agua.

## Demografía
Según el censo de 2010, había 449 personas residiendo en Clinton. La densidad de población era de 167,82 hab./km². De los 449 habitantes, Clinton estaba compuesto por el 99.55% blancos, el 0% eran afroamericanos, el 0% eran amerindios, el 0% eran asiáticos, el 0% eran isleños del Pacífico, el 0.45% eran de otras razas y el 0% pertenecían a dos o más razas. Del total de la población el 1.34% eran hispanos o latinos de cualquier raza.